# Карпов, Сергей Викторович
Серге́й Ви́кторович Ка́рпов (род. 5 октября 1955, Воронеж) — советский и российский театральный актёр, театральный педагог, народный артист России (2004); ректор Воронежского государственного института искусств с 2021 года.

## Биография
Родился 5 октября 1955 года в Воронеже.
В 1976 году окончил театральный факультет Воронежского государственного института искусств (курс народного артиста РСФСР Николая Дубинского).
С этого же года в труппе Воронежского академического театра драмы имени А. В. Кольцова.
В 2010 году избран депутатом Воронежской городской Думы по Центральному району. Работал в постоянных комиссиях по здравоохранению и экологии и по образованию, культуре и социальной поддержке населения.
Как режиссёр поставил несколько спектаклей для детей и юношества.
С 2011 по 2021 год — директор Дворца творчества детей и молодёжи.
С 2021 года — исполняющий обязанности ректора Воронежского государственного института искусств.
6 марта 2022 года после вторжения России на Украину подписал письмо в поддержу действий президента Владимира Путина.

## Роли в театре
- А. Н. Островский, «Бесприданница» — Паратов
- А. Н. Островский, «Волки и овцы» — Беркутов
- А. Н. Островский, «Без вины виноватые» — Муров
- А. П. Чехов, «Безотцовщина» — Николай Трилецкий
- М. А. Булгаков, «Бег» — Хлудов
- М. А. Булгаков, «Зойкина квартира» — Аметистов
- Н. Р. Эрдман, «Самоубийца» — Калабушкин
- В. С. Розов, «Вечно живые» — Чернов
- Н. Птушкина, «Ненормальная» — Он
- П. Бомарше, «Женитьба Фигаро» — Граф Альмавива
- Рэй Куни, «Безумная ночь, или Женитьба Пигдена» — Ричард Уилли
- Нил Саймон, «Отель „Беверли Хиллз“» — Билли, Марвин, Сидней